# Liam Miller
William Peter Liam Miller (Cork, 13 februari 1981 – 9 februari 2018) was een Iers voetballer. De middenvelder kwam in zijn loopbaan onder andere uit voor Celtic, Manchester United, Sunderland, Hibernian en Perth Glory.

## Privéleven
Miller werd geboren in Cork. Zijn vader was een Schot, zijn moeder was Iers. Hij liep school op het Coachford College. Miller was getrouwd en had een zoon.
In november 2017 werd bekend dat Miller werd behandeld voor alvleesklierkanker. Hij overleed in februari 2018 op 36-jarige leeftijd.

## Clubcarrière

### Celtic
Miller sloot zich aan als jeugdspeler in 1997 bij Celtic. Op 21 mei 2000 maakte hij zijn debuut voor het eerste elftal in een competitiewedstrijd tegen Dundee United. Zijn debuut in de UEFA Cup kwam er op 24 augustus 2000 in de wedstrijd tegen het Luxemburgse Jeunesse Esch, die gewonnen werd met 7–0 en waarin Miller bijna scoorde. Tijdens zijn periode bij Celtic werd hij in 2001 voor zes maanden verhuurd aan Aarhus. In het seizoen 2001-2002 speelde hij 18 wedstrijden voor de Deense club. De ploeg overwoog om hem definitief over te nemen maar de deal ging uiteindelijk toch niet door.
Zijn eerste goal in de Scottish Premier League kwam er in de met 5–0 gewonnen wedstrijd tegen Heart of Midlothian op 18 oktober 2003. In 2004 werd hij landskampioen met Celtic. Miller werd een belangrijke speler voor Celtic en men bood hem een nieuw contract aan. Ondanks dit voorstel tekende hij in januari 2004 bij het grote Manchester United. Martin O'Neill, toenmalig trainer van Celtic, was zeer teleurgesteld met dit vertrek. Hij wilde immers een nieuwe ploeg bouwen rond centrale middenvelder Miller.

### Manchester United
Miller vertrok transfervrij naar het Engelse Manchester United op 1 juli 2004 en maakte zijn eerste doelpunt voor de club in de League Cupwedstrijd tegen Crewe Alexandra. Na een veelbelovende start van zijn carrière bij de Red Devils werd hij naar het eind van het seizoen 2004-05 minder geselecteerd.
Op 4 november 2005 werd Miller voor drie maanden uitgeleend aan Leeds United, maar die periode werd later verlengd tot het hele seizoen 2005-2006. Hij scoorde het winnende doelpunt in de met 4-3 gewonnen competitiewedstrijd tegen Southampton op 19 november 2005, dit was zijn enige goal voor Leeds. De club haalde de play-off finale, die bij winst de promotie naar de Premier League zou opleveren. Maar de finale werd met 3-0 verloren van Watford.
In juli 2006 meldde The Daily Telegraph dat Miller Manchester United zou verlaten indien de club een mooi aanbod kreeg. Het was reeds duidelijk dat hij niet in de plannen hoorde van manager Alex Ferguson. Ondanks de club heel wat basisspelers miste was Miller slechts bankzitter in de openingswedstrijd van Manchester Uniteds Zuid-Afrikaanse tour tegen Orlando Pirates op 16 juli 2006. Op 31 augustus tekende hij een contract voor drie seizoenen bij Sunderland waar hij een oude ploegmaat, Roy Keane, als trainer had. Miller verliet Manchester United na slechts negen competitiewedstrijden gespeeld te hebben.

### Sunderland
Miller maakte zijn debuut voor Sunderland op 9 september 2006 in een wedstrijd tegen Derby County, die met 2–1 gewonnen werd. De daaropvolgende wedstrijd maakte hij zijn eerste doelpunt voor zijn nieuwe werkgever in de wedstrijd tegen ex-ploeg Leeds United op 13 september 2006.
Roy Keane plaatste hem op de transferlijst op 17 februari 2008 ten gevolge van een gebrek aan discipline, vooral door het feit dat hij vaak te laat kwam op trainingen. Miller werd gelinkt aan het Canadese Toronto, waar reeds enkele ex-spelers van Sunderland speelden, met name Danny Dichio, Carl Robinson en Andy Welsh.

### Queens Park Rangers
Queens Park Rangers had in januari 2009 interesse in Miller en de club wilde hem voor een tijdje huren. Uiteindelijk tekende hij een contract bij de club uit Londen. Op 19 mei 2009, zes maanden nadat hij bij de club begon te spelen, maakte QPR bekend dat het contract van vijf spelers werd ontbonden, waaronder dat van Miller.

### Hibernian
Miller vond geen club in de transferperiode die op 31 augustus 2009 eindigde. Om zijn conditie op peil te houden trainde hij bij enkele Ierse clubs. Hij bood zichzelf aan bij John Hughes, toenmalig trainer bij Hierbnian, die verrast was dat Miller een vrije speler was en hem direct een tweejarig contract aanbood. In september 2009 werd Miller officieel een speler van de Hibs. De Ierse speler bedankte met uitstekende prestaties op het veld. Hij werd in oktober 2009 uitgeroepen tot speler van de maand in de Schotse hoogste klasse.
In 2010 waren de prestaties van Miller en Hibernian ondermaats en werd trainer Hughes ontslagen. De nieuwe trainer, Colin Calderwood, liet drie nieuwe middenvelders aantrekken. Hierdoor viel Miller meerdere keren uit het basiselftal. Bij contractonderhandeling in maart 2011, liet Miller uitschijnen om zijn contract te verlengen. De partijen kwamen er echter niet uit en Miller verliet de club na het seizoen 2010-2011.

### Latere loopbaan
Op 3 juni 2011 tekende Miller een tweejarig contract bij de Australische eersteklasser Perth Glory. Hij kwam voor deze club tot 2013 uit. Daarna speelde hij voor Brisbane Roar, Melbourne City, Cork City en Wilmington Hammerheads. In 2016 sloot hij zijn actieve voetballoopbaan af.

## Internationale carrière
Miller behoorde tot de Ierse selectie die in 1998 het EK –17 won. Hij speelde ook voor de –21 van Ierland.
Zijn debuut in de Ierse nationale ploeg kwam op 31 maart 2004 in een interland tegen Tsjechië, waarin hij inviel voor Matt Holland. Hij maakte zijn eerste doelpunt voor Ierland tegen Zweden op 1 maart 2006.
Ondanks dat Miller zonder club zat in de zomer van 2009 bleef bondscoach Giovanni Trapattoni hem selecteren voor de nationale ploeg. Miller zei later dat hij zeer dankbaar was hiervoor.
In totaal speelde Miller 21 interlands voor Ierland, waarin hij één doelpunt scoorde.